# Pedro Martínez de Eulate
Pedro (Peio) Martínez de Eulate Maestresalas, llamado Martínez de Eulate o Eulate (Estella, Navarra, 17 de agosto de 1979) es un jugador español de pelota vasca en la modalidad de mano, actúa en la posición de zaguero, destacando en la modalidad de parejas habiendo sido galardonado con dos txapelas en otras tantas finales.
En las categorías juveniles y aficionados logró diferentes campeonatos y subcampeonatos en la modalidad de mano parejas que le valió su salto a la categoría de profesionales.
Tras nueve años en ASPE, en diciembre de 2010 cesó su relación profesional con la empresa. En las elecciones municipales de 2011 figuró como número dos de Bildu al Ayuntamiento de Pamplona siendo elegido concejal por dicha formación.

## Palmarés
- Campeón de mano parejas de 1ª categoría 2006
- Campeón de mano parejas de 1ª categoría 2007

## Finales de mano parejas
| Año  | Campeones                              | Subcampeones         | Tanteo | Frontón |
| ---- | -------------------------------------- | -------------------- | ------ | ------- |
| 2006 | Martínez de Irujo - Martínez de Eulate | Olaizola II - Zearra | 22-11  | Ogueta  |
| 2007 | Xala - Martínez de Eulate              | Olaizola I - Beloki  | 22-18  | Ogueta  |